# Ancrodo
Ancrodo (nome comercial: Viprinex) é um fármaco que atua como agente desfibrinante derivado do veneno da jararaca malaia.